# José Félix Ribas
José Félix Ribas (19 septembre 1775 à Caracas - 31 janvier 1815 à Tucupido) est un leader et un héros de la guerre d'indépendance du Venezuela.

## Historique
Ancien gouverneur de la province de Caracas, capturé par les forces espagnoles près de Valle de la Pascua (Guarico), il est exécuté à Tucupido (Guarico) le 31 janvier d’une manière assez sordide : abattu par armé a feu, son corps est découpé en quartiers et sa tête, frits dans l'huile, envoyée à Caracas pour être exposée dans une cage avec le bonnet phrygien qu’il avait l'habitude de porter.